# 2013 FG28
2013 FG28, também escrito como 2013 FG28, é um corpo celeste que está localizado no disco disperso, uma região do Sistema Solar. O mesmo possui uma magnitude absoluta de 6,7 e tem um diâmetro com cerca de 198 km. O astrônomo Mike Brown liste este corpo celeste em sua página na internet como um candidato a possível planeta anão.

## Descoberta
2013 FG28 foi descoberto no dia 17 de janeiro de 2013.

## Órbita
A órbita de 2013 FG28 tem uma excentricidade de 0,380 e possui um semieixo maior de 56,519 UA. O seu periélio leva o mesmo a uma distância de 35,041 UA em relação ao Sol e seu afélio a 77,996 UA.